# Smerinthus saliceti
The Salicet Sphinx (Smerinthus saliceti) là một loài bướm đêm thuộc họ Sphingidae. Nó được tìm thấy ở valleys and along streamsides from Mexico City phía bắc đến miền tây Texas, miền nam Arizona and extreme miền nam California.
Sải cánh dài 67–89 mm. 

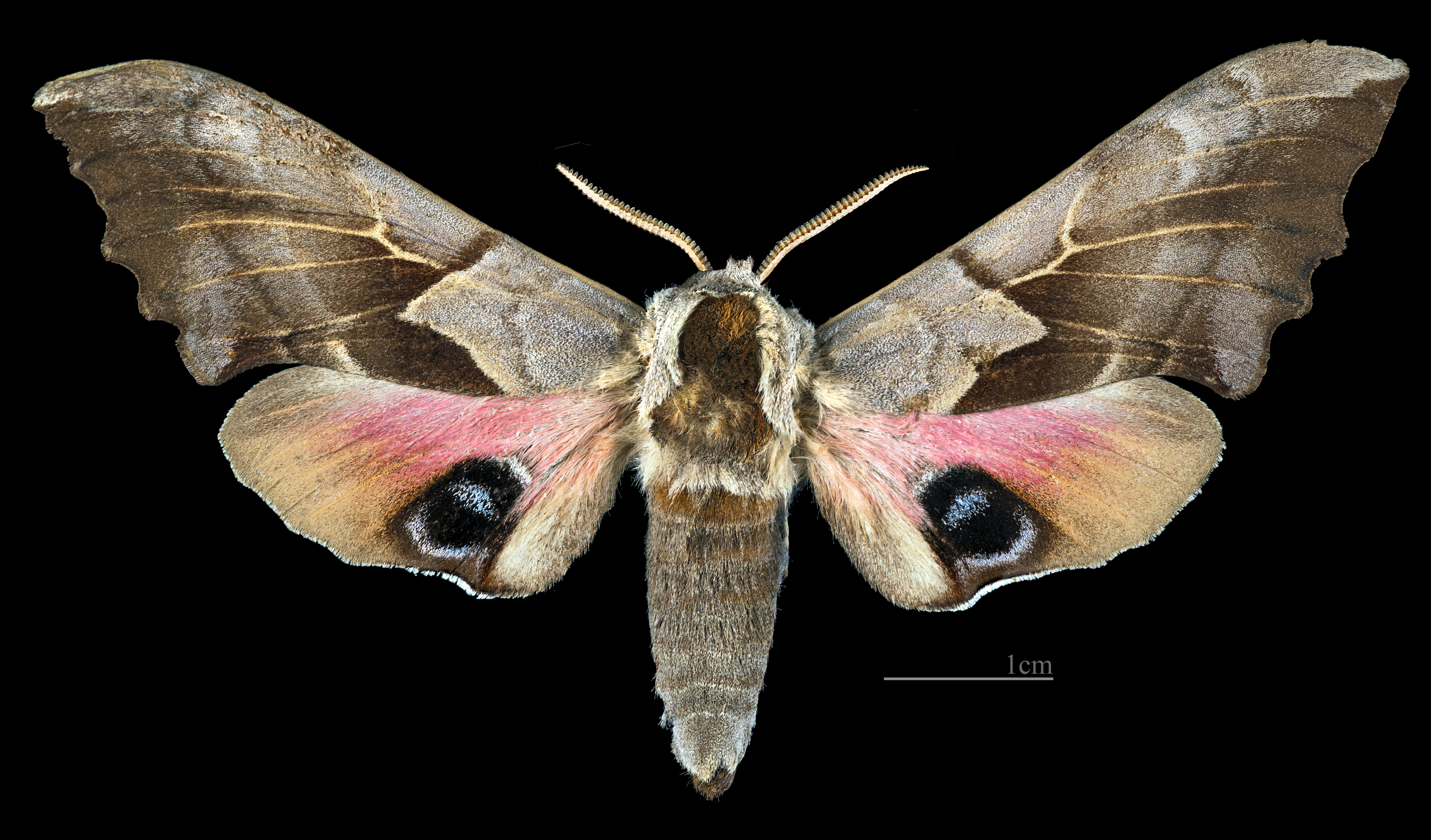
♂
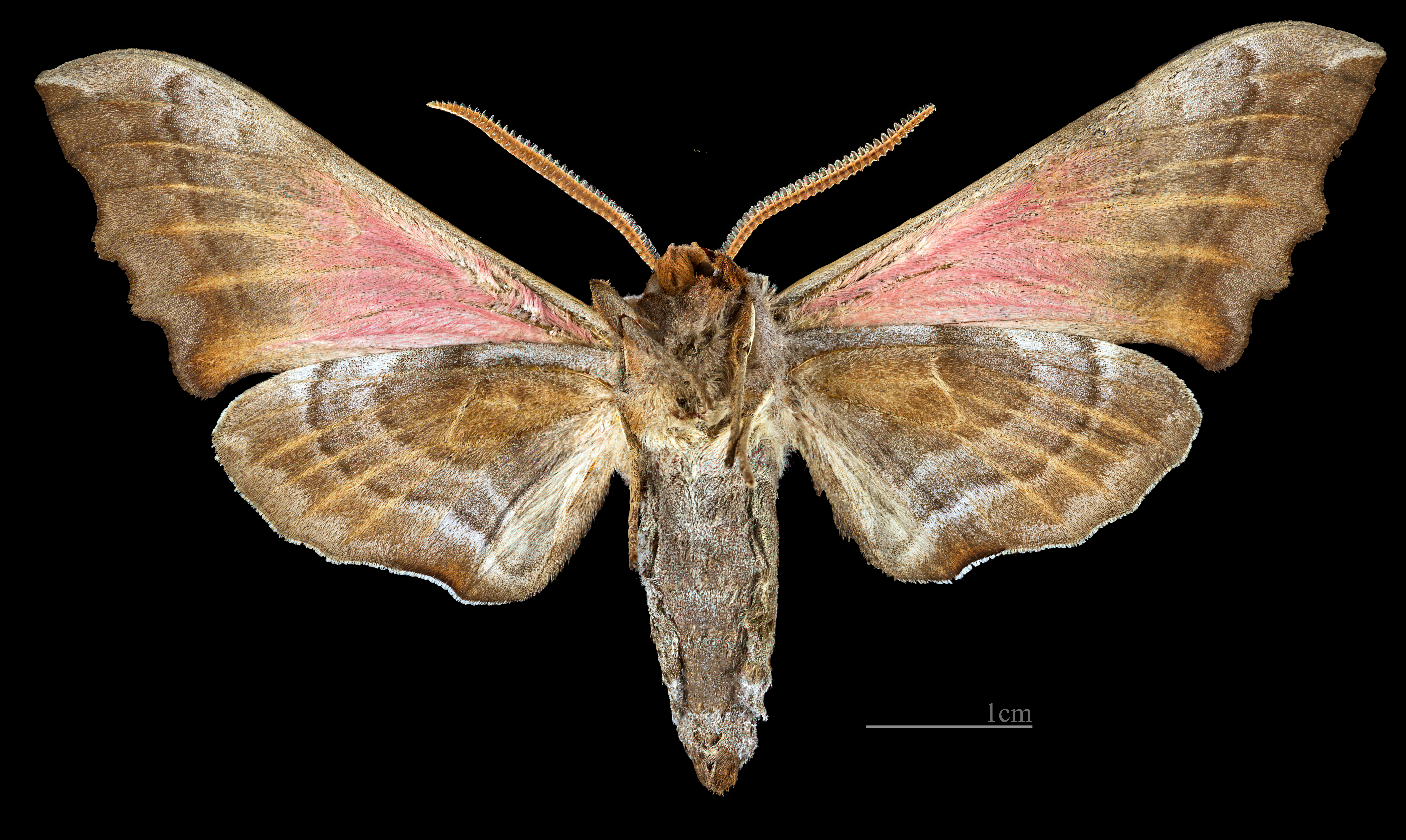
♂ △
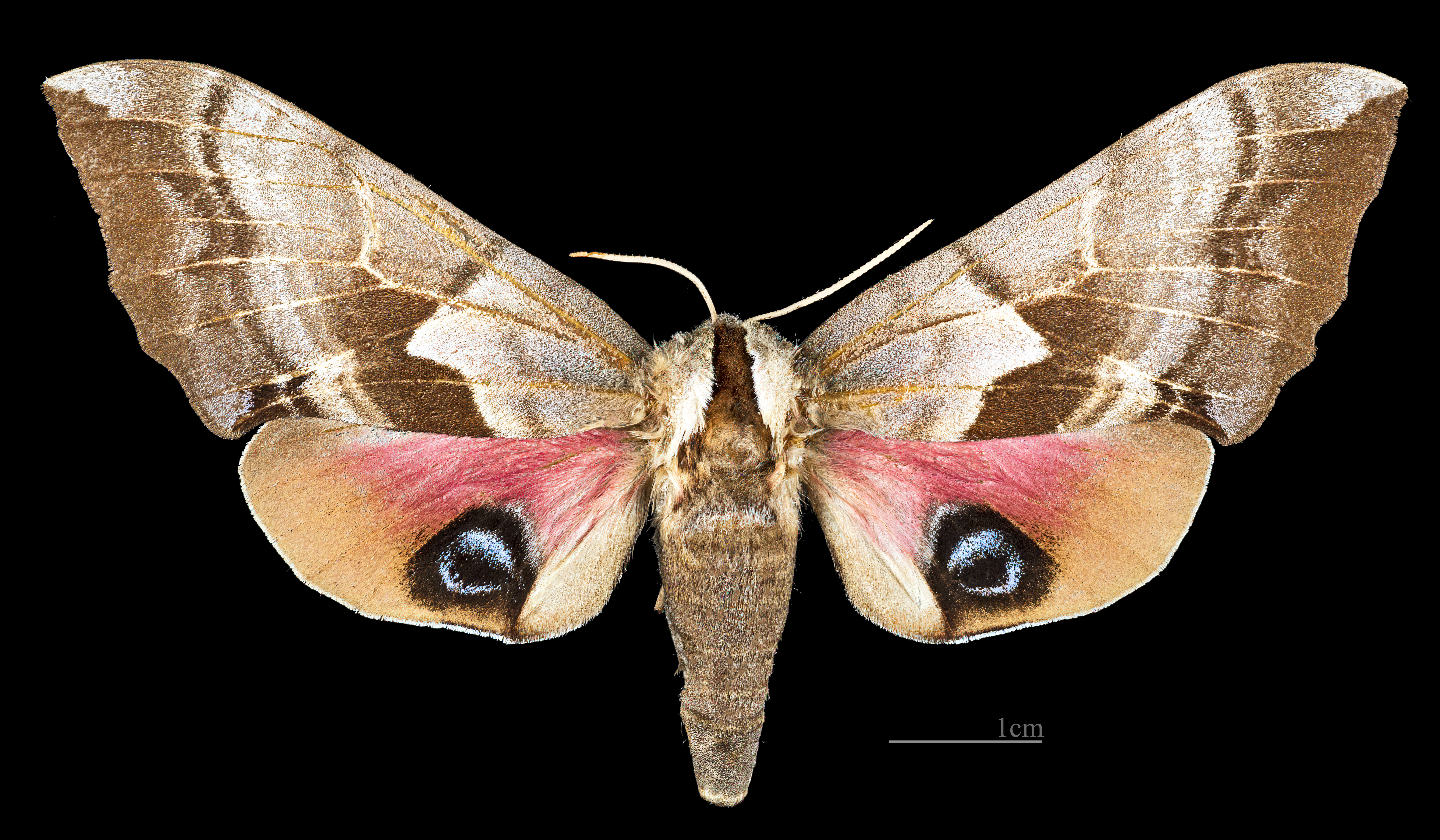
♀
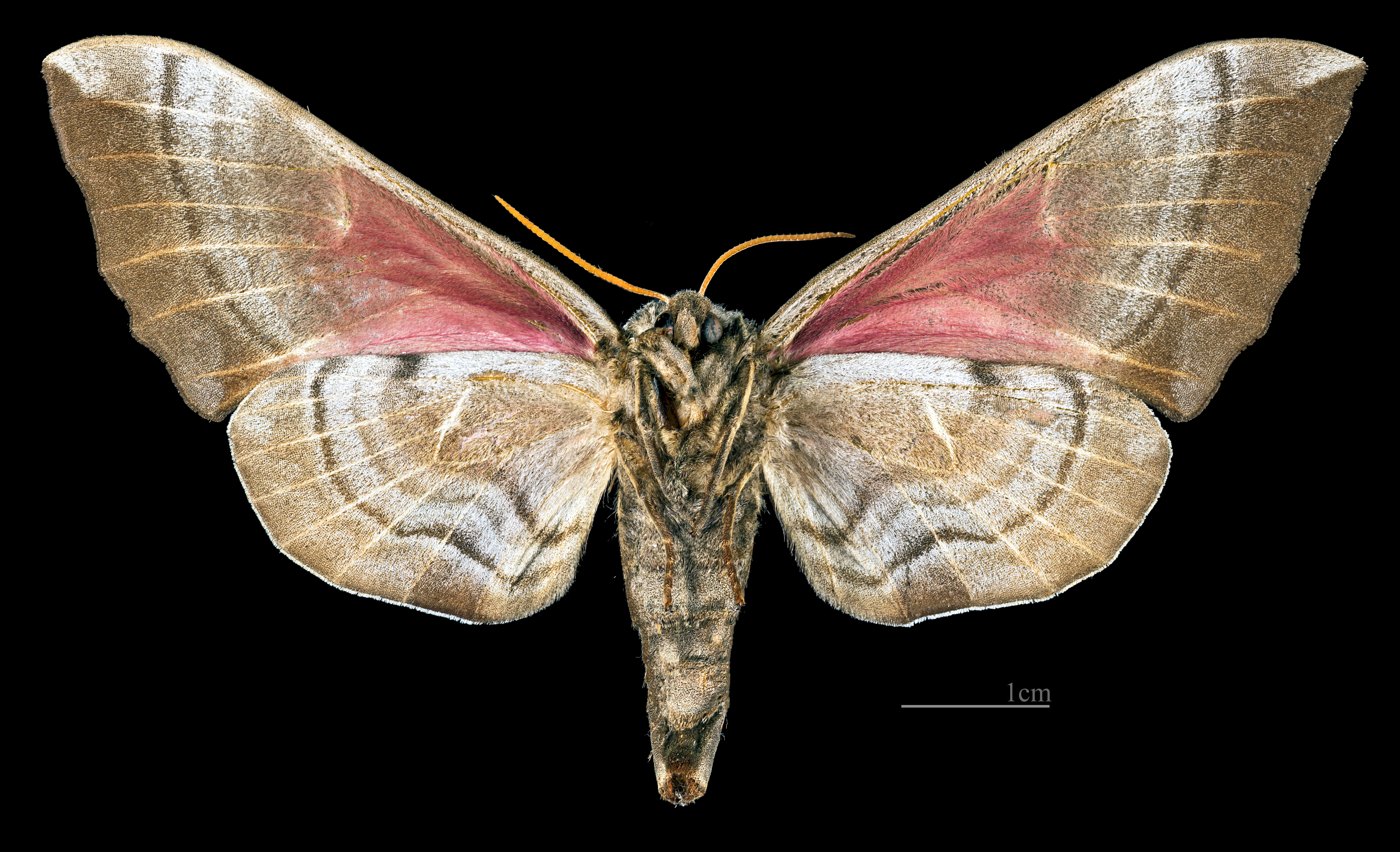
♀ △

Con trưởng thành bay từ tháng 4 đến tháng 9, probably làm hai đợt.
Ấu trùng ăn Salix and Populus species. There are two colour morphs, pale green and lime green.